# Huaca (Ecuador)
Huaca è una parrocchia urbana dell'Ecuador, capoluogo del cantone di San Pedro de Huaca, nella provincia del Carchi.